# Galeopsomyia persimilis
Galeopsomyia persimilis är en stekelart som först beskrevs av William Harris Ashmead 1904.  Galeopsomyia persimilis ingår i släktet Galeopsomyia och familjen finglanssteklar. Inga underarter finns listade i Catalogue of Life.